# جونزاغا
جونزاغا هي كومونا تقع في مقاطعة مانتوفا في منطقة لومباردي في إيطاليا، وهي تقع على بعد حوالي 140 كيلومتر (87 ميل) جنوب شرق ميلانو وقرابة 25 كيلومتر (16 ميل) جنوب مانتوفا. تقع في منطقة تُعرف باسم " (Bassa Mantovana) " لور مانتوان وهي جديرة بالعناية لكونها موطن لأجداد آل غونزاغا، حكام دوقية مانتوا في الفترة بين 1328 و 1707.

## جغرافية
تقع غونزاغا على حدود البلديات التالية: لوتسارا وموغليا وبيجوجناغا وريدجولو وسوزارا.

## تاريخ

### العصور القديمة
تم اكتشاف مواقع يزعم انها في فترة العصر البرونزي أو العصر الحديدي في "Beccazzola" في كومون في بوجيو روسكو ودوسو "localitá " في سان بينيديتو بو، مما يشير إلى أن منطقة مانتوا السفلى كانت تعج بالناس منذ العصور القديمة من قبل أشخاص مرتبطين بالآثار. ثقافة فيلانوفا. في القرون اللاحقة، كانت مانتوفا مركز اهتمام على وجه من قبل للإتروسكان وبوي غاولس المجاورة. سرعان ما أصبحت المناظر الطبيعية والثروات في شمال إيطاليا جزء من الجمهورية الرومانية. في عام 218 بعد الميلاد أسس المستوطنون الرومان بلدات في جنوب لومباردي في كريمونا وبياتشينزا، مما جعل وادي بو تحت نفوذهم وسيطرتهم السياسية. سرعان ما تعززت الهيمنة الرومانية من خلال إنشاء المزيد من المستعمرات الرومانية في بولونيا وبارما ومودينا، وتحول مانتوا إلى مدينة رومانية.
لقد اكتشف بقايا رومانية في غونزاغا أيضًا، وهذا يدل على حقيقة أن القرية الحالية كانت في الغالب موقعًا لمزارعحقول مزروعة لمالك ثري. وفي 30 نوفمبر 1979 في لوكاليتا براتي فييرا، اكتشف منزل من حقبة العصر الروماني وتم التقصي حوله من خلال المسح الأثري، مما أسفر عن اكتشاف مجموعة من قطع السيراميك - واحدة منقوشة جزئيًا، وكلها مؤرخة بالقرن الأول الميلادي. المسوحات الأثرية التي أُجريت لاحقًا في كورتي ميرزيتيل ولاغيتو وكاديلورا (جميع المواقع في البلدية) استخرجت ووصفت شقوق خزفية من العصر الروماني. أخيرًا، اكتشف عملات من العصر الروماني تعود إلى عهد أغسطس وهادريان وقسنطينة من قبل أفراد عاديين فيكورتي فوس سكورا، حيث حدد المسح الأثري أيضًا بقايا رخامية، من المحتمل أن تكون مرتبطة بمنزل كبير. بعد سقوط الإمبراطورية الرومانية، استوطن شعب الجرمانية، اللومبارديون، جونزاغا وسهل بو.

### العصور الوسطى
في عام 1215 وفي خضم الحرب بين مانتوفا والمدن المتنافسة، حاصرت قوات من ريجيو وكريمونا غونزاغا دون أي جدوى. بعد خمس سنوات، اراد كومون ريجيو اثناء حرب أخرى ضد مانتوا غزو غونزاغا مرة أخرى، لكن كتب الفشل لهذه المحاولة بسبب وصول كتيبة من حلفاء مودينيس واستيلائهم على قلعة بوندينو. فتم الاتفاق على هدنة بين مانتوفا وريجيو في عام 1225: واختيرت قرية غونزاغا لمانتوا، وقلعة وقرية بوندينو إلى ريجيو، واتفقت المدينتان على تقاسم ولاية قضائية مشتركة على قرية بيغوجناغا. عائلة كورادي، المعروفة أيضًا باسم كورادي دا غونزاغا - الفرع الذي نشأت منه عائلة غونزاغا الشهيرة، أسياد مانتوا من 1328 إلى 1707، نشأت في الأصل من غونزاغا، وفي النهاية لقبت باسم المدينة.

### القرن التاسع عشر
في فترة القرن التاسع عشر، كانت غونزاغا في خضم إضراب زراعي واسع النطاق أطلق عليه "Le Boje"، الاسم مستوحى من الراديكالية مونتوانا والقميص الأحمر السابق فرانشيسكو سيليبراندي، واحد من أوائل منظمي العمل في إيطاليا ومؤسس أول نقابة تجارية لمانتوا، "Associazione Generale dei Lavoratori". في عام 1882 كشفت تقارير الشرطة أن هنلك لجنة قد تشكلت في غونزاغا يقودها السكان المحليين التي تتبع الأفكار الاشتراكية الجديدة والمنتسبة لمنظمة سيليبراندي وسميت باسم "Pane e Lavoro" (الخبز والعمل) نظمت تجمعًا مكون من 1000 عامل قرروا الاضراب والقيام بأعمال شغب، في البداية في منطقة موليا دي غونزاغا، ومن ثم في الساحة االرئيسة للبلدة في وقت لاحق، وكانت مطالبهم الحصول على أجر أكثر انصافا والحق في الاقتراع العام وإعادة توزيع منتجات العمل. اسفر ذلك عن فترة من الاضطرابات في البلدة الصغيرة، وأيضا ظهرة أصوات معارضة فحواها هو «مرحى لكوميونة باريس، يا للثورة الاجتماعية، يسقط أولئك الذين لا يكدحون، والموت لطغاة الشعب!» كما أدى مشهد حشد كبيرة من المزارعين المضربين وهم يغنون ويرددون في مسيرات احتجاجية ويحملون المناجل والمعاول إلى زيادة شبح الثورة. وصلت قوات مكافحة الشغب المحلية في نهاية المطاف القت القبض على 18 مضربًا، من بينهم 4 أعضاء من اللجنة المحلية، والسيبيادي مونيتا، محرر الدورية الاشتراكية الجديدة «لا فافيلا» والمترشح للانتخابات السياسية في 28 أكتوبر (حكم على جميع المعتقلين بالسجن.). لكن الإضراب الذي بدأ في غونزاغا امتد إلى البلديات المجاورة في بوندينو، وأوستيجليا، وكويستيلو، وريفير، وبانيولو، وبورجوفورتي، وسوستينتي، وسيرافالي آ بو: كان المطلب الرئيسي هو عدم القيام بأي عمل لمدة تقل عن يومين ونصف ليرة. - الأجور والتوتر استمر لأسابيع. تكرر الإضراب، على نطاق أوسع، في عام 1885، وهذه المرة مرتبطة بصرخة «لا بوج» (استخدمها لأول مرة عمال المزارع المضربون في مقاطعة روفيغو المجاورة) - «إنها تغلي» - وهو مصطلح استخدمه المؤرخون فيما بعد لوصف كامل مجموعة من الإضرابات التي حركت وادي بو بين عامي 1883 و 1885. تم القبض على النشطاء والعمال المضربين في جميع أنحاء منطقة مانتوان السفلى، وفي المقاطعات المجاورة في مودينا وريجيو وكريمونا وروفيغو، مما دفع أسقف مانتوا والنواب لليأس من وصول «الإنجيل الأحمر» الجديد في ريف لومبارد.

### القرن العشرين
خلال الحرب العالمية الثانية، خاضت حركة لمقاومة الإيطالية المحلية العاملة في وادي بو معركة شاملة ضد القوات الألمانية المحتلة الغاشمة وحلفائها القادمون من الجمهورية الاجتماعية الإيطالية في الليلة بين 19 و 20 ديسمبر 1944. كانت غونزاغا في ذلك الوقت تؤوي حامية عسكرية ألمانية صغيرة وايضا وحدة من الكتيبة 13 من MVSN مارسيلو تورتشيتي«Blackshirts». تتضمن الثكنات في المدينة أيضًا كتيبة من القيادة الإقليمية رقم 614 التابعة للحرس الجمهوري الوطني الفاشي، ووحدة من الشرطة والجنود الألمان مع معسكر مؤقت مؤقت حيث تم إيواء أسرى الحرب والرجال المجندين للعمل القسري.
هاجمة مجموعة مكونة من 300 مقاتل من المقاومة اختيروا من الفرقة 77 لواء ازيوني باتريتكيا "ف. لواء غاريبالدي 121 "أ. لوبي". لقد جاءوا من مجموعات المقاومة المنتشرة في جميع أنحاء مقاطعة مانتوان السفلى، وكذلك من مقاطعتي مودينا وريجيو. تجمع معظمهم سرا مساء يوم 19 ديسمبر في بقعة ريفية بعيدة جنوب مدينة كانتونازو.
بعد حلول الظلام، اوقفت حركة المقاومة الإيطالية الشوارع السبعة المؤدية إلى المدينة، وبنوا مواقع للمدافع الرشاشة. توزعوا بعد ذلك إلى أعمدة: بدأ الثوار المحليون الهجوم على الحرس الجمهوري الوطني، وضرب أنصار ريجيو ثكنات بلاكشر وهاجم أنصار مودينا الوحدات الألمانية في معسكر أسرى الحرب. تمحورت المعركة حول معسكر أسرى الحرب الذي يسيطر عليه الألمان بعد أن أطلق كابتن اس اس أسير ناقوس الخطر. وسقط صريعا في الاشتباك 15 ألمانيًا (بمن فيهم كابتن من القوات الخاصة) جنبا إلى جنب مع خمسة من جنود الحرس الجمهوري وجنديين من المناصرين. انتهت الاشتباكات عندما استولت قوات المقاومة على جميع الأهداف في القرية، فبتالي أجبرت القوات الألمانية والمتعاونة على التراجع. في الصباح الباكر غادر مقاتلو المقاومة المنطقة واختفوا في الريف قبل أن تصل التعزيزات الألمانية والفاشية إلى المدينة.
اقرت السلطات الألمانية قرار فحواه تأكيد قرار اعدام المقاتلين السبعة من المقاومة الذين اعتقلوا في وقت سابق من ديسمبر في منطقة بوجيو روسكو. اتمت الميليشيا الفاشية إعدام ألدو باربي وإيجينيو بارديني وألدو فيراري وفورتوناتو فيراري وأوغو رونكادا وفاسكو زوتشي في ميدان الرماية بالبلدة في 22 ديسمبر 1944. اعدم أحد مقاتلي المقاومة، برونو بروندولين في السجن بعد فترة وجيزة.

## روابط خارجية
- الموقع الرسمي